# Asteia tenuis
Asteia tenuis är en tvåvingeart som först beskrevs av Walker 1861.  Asteia tenuis ingår i släktet Asteia, ordningen tvåvingar, klassen egentliga insekter, fylumet leddjur och riket djur. Inga underarter finns listade.